# Тетару (Вранча)
Тетару (рум. Tătaru) — село у повіті Вранча в Румунії. Входить до складу комуни Мейкенешть.
Село розташоване на відстані 160 км на північний схід від Бухареста, 31 км на південний схід від Фокшан, 44 км на захід від Галаца, 146 км на схід від Брашова.

## Населення
За даними перепису населення 2002 року у селі проживали 877 осіб. Усі жителі села рідною мовою назвали румунську.
Національний склад населення села:
| Національність | Кількість осіб | Відсоток |
| -------------- | -------------- | -------- |
| румуни         | 860            | 98,1%    |
| цигани         | 17             | 1,9%     |